# Sicarius dolichocephalus
Sicarius dolichocephalus là một loài nhện trong họ Sicariidae. S. dolichocephalus được miêu tả năm 1928 bởi George Newbold Lawrence.